# Undulambia striatalis
Undulambia striatalis là một loài bướm đêm trong họ Crambidae.